# Adam Benzine
Adam Benzine (* 29. Mai 1982) ist ein britischer Journalist und Filmemacher.

## Leben
Benzine studierte von 2000 bis 2003 an der Brunel University Multimedia Technology & Design und war unter anderem für die Studentenzeitung der Universität als Herausgeber tätig. Es folgte bis 2010 ein Journalismusstudium an der City University London. Benzine arbeitete für verschiedene Magazine als Journalist und spezialisierte sich dabei auf den Bereich Dokumentarfilme. Benzine lebt und arbeitet seit 2011 in Kanada.
Im Jahr 2011 befasste sich Benzine erstmals näher mit Claude Lanzmann und seinem Film Shoah und wurde auf der Suche nach einem Filmporträt Lanzmanns nicht fündig, sodass er sich entschloss, selbst einen Dokumentarfilm zu Lanzmann und seinem Film zu drehen. Die Arbeit am 40-minütigen Dokumentarfilm Claude Lanzmann: Spectres of the Shoah umfasste rund drei Jahre und behandelt Lanzmanns Leben von 1973 bis 1985. Er entstand als Begleitdokumentation zum 30-jährigen Jubiläum von Shoah im Jahr 2015. Benzine wurde für den Film 2016 für einen Oscar in der Kategorie Bester Dokumentar-Kurzfilm nominiert.